# عندما يخون الرجال (فلم)
هو فيلم أنشئ عام 1929 ، كتب وأنتج ووزع بواسطة المؤلف أوسكار ميتشكس.
يتحدث الفيلم عن مأزق تقع فيه فتاة شابة تقع في حب فنان مخادع، ولكنه يهجرها في ليلة الزفاف دون ان يعيد لها مالها.
لا توجد طباعه معروفة لهذا الفيلم ويفترض بانه فيلم ضائع.

## روابط خارجية
- مقالات تستعمل روابط فنية بلا صلة مع ويكي بيانات